# Domingo Tarasconi
Domingo Alberto Tarasconi (Buenos Aires, 20 de dezembro de 1903 - 3 de julho de 1991) foi um futebolista argentino, medalhista olímpico.

## Carreira
Domingo Tarasconi fez parte do elenco medalha de prata, nos Jogos Olímpicos de 1928.

## Títulos
Boca Juniors
- Campeonato Argentino de Futebol (5): 1923, 1924, 1926, 1930, 1931
- Copa de Honor MCBA (1): 1920
- Copa Ibarguren (2): 1924, 1925
- Copa Competencia Jockey Club (1): 1925
- Copa Estímulo (1): 1926

Seleção Argentina de Futebol
- Copa América (3): 1925, 1927, 1929
- Futebol nos Jogos Olímpicos de Verão de 1928 (1): Medalha de Prata

Prêmios Individuais
- Artilheiro Jogos Olímpicos de Verão de 1928: 10 gols
- Artilheiro Campeonato Argentino de Futebol : 1922, 1923, 1924, 1927, 1934 AAF